# Masacre de Kontomari
La Masacre de Kontomari (en griego: Σφαγή στο Κοντομαρί) fue una ejecución de civiles varones de la aldea de Kontomari en Creta por parte de un pelotón de fusilamiento formado por paracaidistas alemanes el 2 de junio de 1941, durante la Segunda Guerra Mundial. Esta ejecución fue la primera de las muchas que se hicieron en Creta. Fue ordenada por el Generaloberst Kurt Student, en represalia por la participación activa de los cretenses en la Batalla de Creta que, aunque había terminado dos días antes con una importante victoria alemana y la rendición de la isla, supuso un número muy importante de bajas entre los invasores. La masacre fue fotografiada por un corresponsal de guerra del ejército alemán y los negativos fueron descubiertos 39 años más tarde en los archivos federales alemanes por un periodista griego.

## Antecedentes

### Geografía
El pueblo de Kondomari es parte del municipio de Platanias y está ubicado cerca de la costa norte del oeste de Creta, al oeste de la ciudad de La Canea y al sureste de la pista de aterrizaje de Maleme.

### Durante la batalla de Creta
La Batalla de Creta comenzó el 20 de mayo de 1941, con una invasión aérea a gran escala que tenía por objetivo capturar los lugares estratégicos de la isla. Como se demostró en la práctica, uno de los lugares más importantes fue la pista de aterrizaje de Maleme y su región circundante. Su captura permitió a la Luftwaffe enviar refuerzos a gran escala de tropas y suministros que, finalmente, determinaron el resultado de la Batalla.
En la mañana del 20 de mayo de 1941, los paracaidistas alemanes del III Batallón del 1er Regimiento de Asalto Aerotransportado fueron lanzados al sureste de Maleme. Su zona de aterrizaje se extendió hasta Platanias e incluía a Kontomari. Los invasores se enfrentaron a los hombres de los Batallones de Infantería 21 y 22 de Nueva Zelanda, acompañado por civiles locales muy mal armados. Los paracaidistas tuvieron una fuerte resistencia y sufrieron graves pérdidas que totalizaron casi 400 hombres de cada 600, incluido su comandante Mayor Otto Scherber. Eugen Meindl, el comandante del regimiento, recibió un disparo en el pecho durante su salto en paracaídas cerca del puente de Platanias, pero sobrevivió y fue reemplazado por el Oberst Hermann-Bernhard Ramcke.

### La orden del General Student
A lo largo de la Batalla de Creta, las fuerzas de los aliados, apoyados por los cretenses irregulares, causaron grandes pérdidas de vidas en la Wehrmacht. En particular, la resistencia sin precedentes de la población local exasperó a los alemanes. Los informes del general Julius Ringel, comandante de la 5ª División de Montaña (Wehrmacht), declararon que los civiles de Creta estaban atacando a los paracaidistas con cuchillos, hachas y guadañas. Incluso antes del final de la batalla, habían comenzado a circular noticias exageradas y no probadas sobre las muertes de paracaidistas alemanes por lastorturas y mutilaciones a que les sometían los cretenses. Cuando estas historias llegaron a Berlín, Hermann Göring Göring ordenó al comandante temporal general Kurt Student que emprendiera investigaciones y represalias. Así, tratando de contrarrestar la insurgencia y antes de que se completaran las investigaciones, el general Student emitió una orden para lanzar una ola de brutales represalias contra la población local justo después de la rendición de Creta el 31 de mayo. Las represalias se llevaban a cabo rápidamente, omitiendo formalidades o juicios y por las mismas unidades que habían sido confrontadas por los locales.

## La masacre

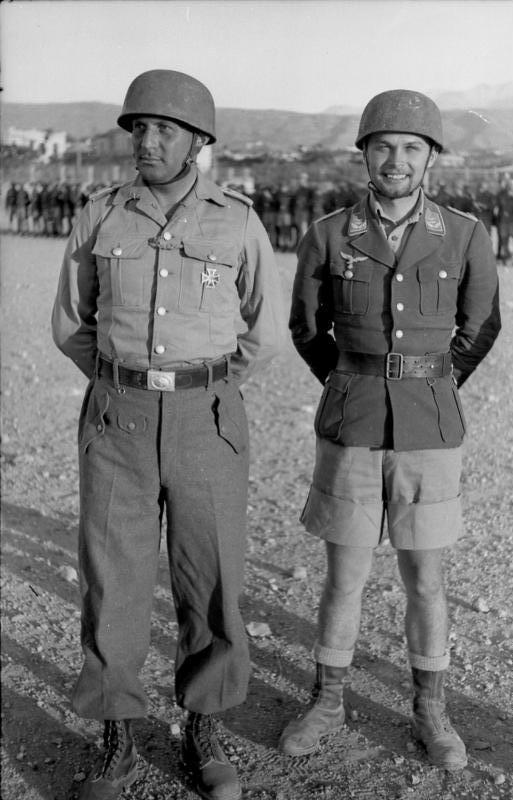
Walter Gericke (izquierda); Trebes (derecha)

Siguiendo la orden de Student, los habitantes de Kontomari fueron acusados de la muerte de unos pocos soldados alemanes cuyos cuerpos habían sido encontrados cerca de la aldea. El 2 de junio de 1941, cuatro camiones llenos de paracaidistas alemanes del III Batallón del Regimiento de Asalto Aerotransportado, bajo el mando del Oberleutnant Horst Trebes, rodearon Kontomari. Trebes, exmiembro de las Juventudes Hitlerianas, fue el oficial de mayor rango del Batallón que sobrevivió a la batalla sin ser herido. Hombres, mujeres y niños fueron obligados a reunirse en la plaza del pueblo. Luego, se seleccionó una cantidad de rehenes entre los hombres, mientras que las mujeres y los niños fueron liberados. Los rehenes fueron conducidos a los olivares circundantes y luego fueron fusilados. El número exacto de las víctimas no está claro. De acuerdo con los registros alemanes, un total de 23 hombres fueron asesinados, pero otras fuentes estiman que el total es de aproximadamente 60. Franz-Peter Weixler fotografió toda la operación, utilizándola como corresponsal de propaganda de guerra para la Wehrmacht.

## Consecuencias
Después del verano de 1941, Franz-Peter Weixler fue despedido de la Wehrmacht por razones políticas. Más tarde fue acusado de alta traición contra el Reich, por haber filtrado material no censurado relacionado con las actividades de los paracaidistas en Creta que incluía fotografías tomadas en Kontomari, y por haber ayudado a algunos cretenses a huir. Weixler fue arrestado por la Gestapo, sometido a una corte marcial y encarcelado desde principios de 1944. Después de la guerra, en noviembre de 1945, durante el juicio de Nuremberg, Weixler entregó un informe escrito de un testigo presencial sobre la masacre de Kontomari. De acuerdo con un documental de la televisión griega, regresó a Kontomari en 1955, donde fue recibido por un gran número de cretenses, ante los que declaró que él solo había cumpliendo órdenes ese día. Hubo tensión entre los aldeanos presentes, hasta que uno de los supervivientes se puso de pie y dijo a los asistentes que ya se habían observado los requisitos formales de hospitalidad y que ahora deberían irse. Los aldeanos reunidos abandonaron inmediatamente la taberna dejando al fotógrafo solo.
Los negativos de Weixler sobre Kontomari fueron descubiertos en 1980, en los archivos federales alemanes, por el periodista griego Vassos Mathiopoulos, que desconocía la ubicación real de los hechos que describían. Su conexión con los eventos en Kontomari se estableció más tarde, a través de una extensa investigación realizada por el periodista Kostas Papapetrou, después de lo cual las fotografías de Weixler se hicieron ampliamente conocidas.
En julio de 1941, Horst Trebes recibió la Cruz de Caballero por su liderazgo durante el asalto contra Creta. Tres años después (1944), murió en combate en Normandía.
Después de la rendición de Alemania, Kurt Student fue capturado por los británicos. En mayo de 1947, se presentó ante un tribunal militar para responder por cargos de maltrato y asesinato de prisioneros de guerra por parte de sus fuerzas en Creta. La demanda de Grecia de que se extraditara a Student fue rechazada. Student fue declarado culpable de tres de los ocho cargos y condenado a cinco años de prisión. Sin embargo, recibió un alta médica y fue dado de alta en 1948. Student nunca fue juzgado por delitos contra civiles.